# 남북교류협력지원협회
남북교류협력지원협회(南北交流協力支援協會, South-North Korea Exchanges and Cooperation Support Association)는 남북교류협력과 관련한 정부 위탁업무 수행, 조사 연구 및 분석, 대정부 정책건의 등을 통한 남북교류협력 활성화 지원을 목적으로 2007년 5월 18일 설립된 대한민국 통일부 소관의 사단법인이다. 사무실은 서울특별시 중구 퇴계로 97 (충무로1가) 고려대연각빌딩 6층에 있다.

## 연혁
- 2007년 5월 18일 남북교류협력지원협회 창립
- 2012년 1월 31일 공공기관 지정
- 2019년 9월 10일 「남북교류협력종합지원센터」 개소
- 2024년 3월 29일 '개성공단 기업 관리 및 안정화 사업' 수행기관 선정

## 조직

### 남북교류협력지원협회장

#### 경영기획본부
- 전략기획부
- 경영지원부

#### 사업총괄본부
- 사업협력부
- 조사연구부
- 종합지원센터